# Pokémon Mystery Dungeon: Blue Rescue Team og Red Rescue Team
Pokémon Mystery Dungeon: Blue Rescue Team og Pokémon Mystery Dungeon: Red Rescue Team er en duo af Pokémon-spil til Nintendo DS- og Game Boy Advance-konsollerne respektive. Spillene blev udviklet af Chunsoft udgivet af The Pokémon Company og distribueret af Nintendo. Red Rescue Team var det sidste Pokémon-spil, der blev udgivet til Game Boy Advance. De to versioner er hovedsageligt identiske, dog benytter Blue Rescue Team' de fordele samt bedre grafik og lyd, som Nintend DS'ens dobbeltskærm tillader. Der er seks eksklusive Pokémon i begge udgaver.
Som med andre Myster Dungeon-titler er roguelike-gameplayet fokuseret på at spilleren og deres partner-Pokémon skal rejse gennem og udforske adskillelige niveau af en grotte eller anden form for labyrint-lignende struktur. Det er tur-baseret at bevæge sig omkring og kæmpe. Historien handler om spilleren, som er blevet forvandlet til en Pokémon og lider af hukommelsestab, hvorefter man slutter sig til et redningshold med sin partner, mens man forsøger at finde ud af, hvem man er. Fra og med den 25. juli 2007 havde Pokémon Mystery Dungeon: Blue Rescue Team solgt over 3,08 millioner eksemplarer verden over. To efterfølgere, Pokémon Mystery Dungeon: Explorers of Time og Explorers of Darkness, blev udgivet i Japan den 25. juli 2007, og senere den 4. juli i Europa. Efterfølgerne inkluderede generation IV-Pokémon, forbedrede Wi-Fi-features og mere touchskærmsfunktionalitet.
Spillene fik moderat positive anmeldelser med ros for dets originalitet, mens gameplayet og dets grafik blev kritiseret. Fra og med 2007 har spillene tilsammen solgt over 5,25 millioner eksemplarer. Red Rescue Team og Blue Rescue Team blev udgivet på Wii U'ens Virtual Console den 11. februar 2016 og den 23. marts samme år i Japan. Den 23. juni udkom de på den Nordamerikanske Wii U's Virtual Console.
Et opdateret remake af disse spil kaldet Pokémon Mystery Dungeon: Rescue Team DX blev udgivet den 6. marts 2020. Spillet bruger mekaniker, som først blev set i Pokémon Super Mystery Dungeon, så som at Moves stiger i level ved brug.